# Тода (уезд)
Тода (яп. 遠田郡 То:да-гун) — уезд, расположенный в префектуре Мияги, Япония.
По оценкам на 1 сентября 2017 года, численность населения составляет 40 728 человек, площадь 157,11 км², плотность населения 259 человек на один км².
Из достопримечательностей уезда можно назвать: буддийский храм Комбо (箟峯寺), основанный в 807 году, исторический музей Тэмпё Романкан (天平ろまん館), синтоистский храм Коганэяма Дзиндзя (黄金山神社) эпохи Нара и парк Сирояма (城山公園) с замком Вакуя (涌谷城).

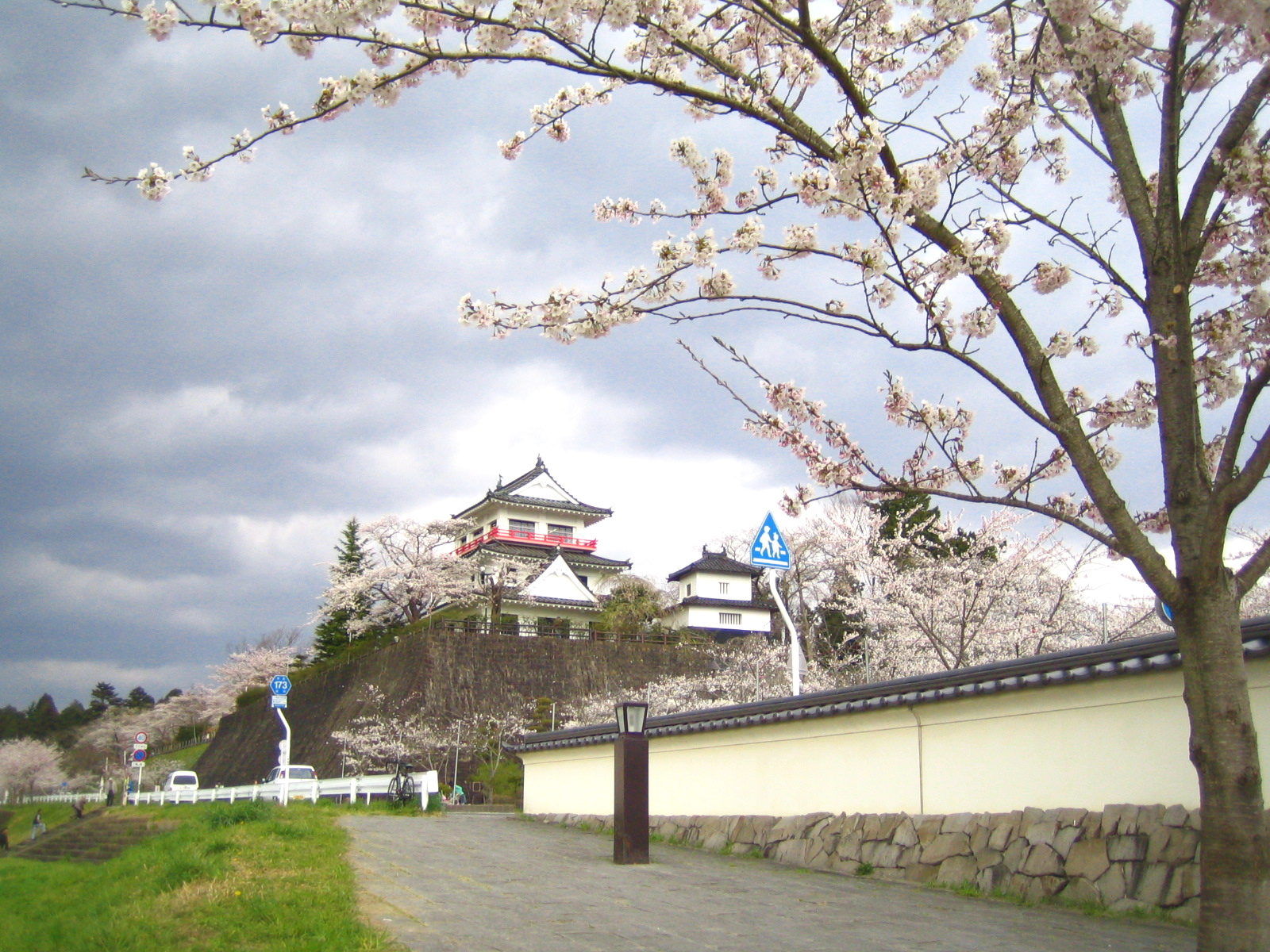
Замок Вакуя в уезде Тода

Уезд Тода состоит из двух посёлков.

## Посёлки и сёла
- Вакуя
- Мисато

## История
В период Бакумацу (с 1853 по 1869 год) уезд Сибата входил в состав провинции Муцу, и находился на территории княжества Сэндай.
Согласно статистической книге «Кюдака Кюрё Торисирабэтё» (旧高旧領取調帳), составленной правительством в начале эпохи Мэйдзи для каждой префектуры, на территории уезда находилось 58 сёл: Тадзири 田尻村, Наканомэ 中目村, Яхата 八幡村, Комацу 小松村, Суватогэ 諏訪峠村, Нумаки 沼木村, Ясумидзука 休塚村, Кицунэцзука 狐塚村, Маханаси 馬放村, Нагаокахари 長岡針村, Томинага 富長村, Камидзонэ 上埣村, Футидзири 淵尻村, Нарита 成田村, Огидзонэ 荻埣村, Хирабари 平針村, Накадзонэ 中埣村, Китатакаги 北高城村, Минамитакаги 南高城村, Осио 小塩村, Нарисава 成沢村, Осава 大沢村, Китамакиномэ 北牧目村, Минамимакиномэ 南牧目村, Накатакаги 中高城村, Оминэ 大嶺村, Сакурадакоя 桜田高野村, Торики 通木村, Нумабэ 沼部村, Санкоя 三高野村, Кабукури 蕪栗村, Онуки 大貫村, Осато 小里村, Ота 太田村, Ёсидзуми 吉住村, Нисино 西野村, Накацуяма 中津山村, Вакуя 涌谷村, Бабаяти 馬場谷地村, Камигори 上郡村, Симогори 下郡村, Кодзука 小塚村, Иноокатандай 猪岡短台村, Кимадзука 木間塚村, Ниго 二郷村, Нэриуси 練牛村, Оянаги 大柳村, Фукугафукуро 福ヶ袋村, Вадатанума 和多田沼村, Фудодо 不動堂村, Минамикогота 南小牛田村, Китакогота 北小牛田村, Усикай 牛飼村, Китаура 北浦村, Сэкинэ 関根村, Кувабари 桑針村, Фуканума 深沼村, Цуругасонэ 鶴ヶ埣村.

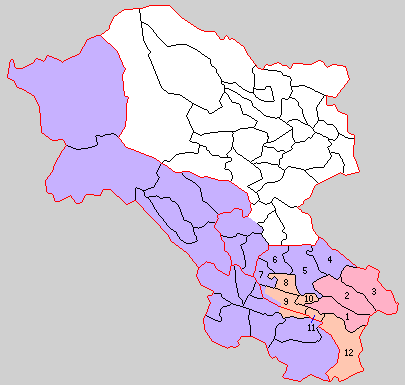
1.Вакуя, 2.Мотовакуя, 3.Нонодакэ, 4.Онуки, 5.Нумабэ, 6.Тадзири, 7.Томинага, 8.Нагадзонэ, 9.Китаура, 10.Когота, 11.Фудодо, 12.Нанго
Фиолетовый — город Осаки
Красный — посёлок Вакуя
Оранжевый — посёлок Мисато

- 19 января 1869 года провинция Муцу была разделена, и район уезда Тода стал частью провинции Рикудзэн (陸前国)
- 3 мая 1869 года уезд Тода присоединён к префектуре Вакуя (涌谷県)[4]
- 12 сентября 1869 года уезд Тода присоединён к префектуре Томэ (登米県)
- 13 декабря 1871 года с упразднением системы ханов, уезд Тода присоединён к префектуре Сэндай (современная префектура Мияги)
- 1 апреля 1889 года с созданием современной муниципальной системы были созданы посёлок Вакуя (涌谷町) и 11 сёл: Мотовакуя (元涌谷村), Нонодакэ (箆岳村), Онуки (大貫村), Нумабэ (沼部村), Тадзири (田尻村), Томинага (富永村), Нагадзонэ (中埣村), Китаура (北浦村), Когота (小牛田村), Фудодо (不動堂村) и Нанго (南郷村)
- 1 апреля 1894 года были образованы уездные органы управления в посёлке Вакуя
- 26 декабря 1902 года село Тадзири становится посёлком Тадзири (田尻町)
- 1 апреля 1907 года село Когота становится посёлком Когота (小牛田町)
- 1 апреля 1923 года уездный совет упразднён, уездная администрация остаётся
- 1 июля 1926 года уездная администрация упразднена
- 1 апреля 1950 года село Фудодо преобразовано в посёлок Фудодо (不動堂町)
- 16 декабря 1950 года село Томинага вошло в состав города Фурукава (31 марта 2006 года город Фурукава слился в город Осаки)
- 3 марта 1954 года посёлок Тадзири, сёла Нумабэ и Онуки сливаются в посёлок Тадзири
- 1 апреля 1954 года посёлок Когота, сёла Фудодо, Накадзонэ и Китаура сливаются в посёлок Когота
- 1 июля 1954 года село Нанго становится посёлком Нанго (南郷町)
- 15 июля 1955 года посёлок Вакуяма и село Нонодакэ сливаются в посёлок Вакуяма
- 1 января 2006 года посёлки Когота и Нанго сливаются в посёлок Мисато (美里町)
- 31 марта 2006 года посёлок Тадзири вошёл в состав города Осаки (大崎市)